# Доля людини (фільм)
«Доля людини» (рос. «Судьба человека») — радянський художній фільм-драма 1959 року, знятий на кіностудії «Мосфільм». Екранізація однойменного оповідання Михайла Шолохова. Режисерський дебют Сергія Бондарчука.

## Сюжет
З початком німецько-радянської війни шофер Андрій Соколов (Сергій Бондарчук) змушений розлучитися з сім'єю. В перші місяці війни він отримав поранення і потрапив у полон. Соколов переживає пекло нацистського концтабору, завдяки своїй мужності уникає розстрілу і, нарешті, тікає з полону за лінію фронту. У короткій фронтовій відпустці він дізнається, що дружина і обидві дочки загинули під час бомбардування. З близьких у нього залишився тільки син, який став офіцером. Повернувшись на фронт, Соколов одержує звістку про те, що його син загинув в останній день війни.
Після війни самотній Соколов працює далеко від рідних місць — в Урюпінську (Сталінградська, нині Волгоградська область). Там він зустрічає маленького хлопчика Ваню, який залишився сиротою. Соколов каже хлопчикові, що він його батько…

## У ролях
- Сергій Бондарчук — Андрій Соколов
- Павло Борискин — Ванюшка
- Зінаїда Кирієнко — Ірина, дружина Андрія Соколова
- Павло Волков — Іван Тимофійович, сусід Соколових
- Юрій Аверін — Мюллер, комендант табору
- Кирило Алексєєв — німецький майор
- Павло Винник — радянський полковник
- Євген Тетерін — письменник
- Анатолій Чемодуров — радянський підполковник
- Олександр Новиков — побожний солдат
- Лев Борисов — взводний
- Олександр Лебедєв — молодий солдат (немає в титрах)
- Віктор Маркін — полонений військовий лікар
- Євген Кудряшёв — полонений Крижнев
- Олександр Кузнєцов
- Володимир Іванов — заспівувач, в'язень концтабору
- Петро Савін — Петро, друг Андрія Соколова
- Євгенія Мельникова — квартирна хазяйка
- В'ячеслав Березко
- Микола Опарін — полонений
- Микола Печенцов — в'язень концтабору
- Андрій Пунтус — німецький офіцер у таборі
- Георгій Шаповалов — в'язень концтабору
- Ігор Аскаров — Анатолій, син Соколова
- Георгій Мілляр — п'яний німецький солдат
- Євген Моргунов — товстий німецький солдат (немає в титрах)
- Данило Нетребін — полонений (немає в титрах)